# Bandolier
Bandolier, Budgies femte studioalbum, släppt 1975. På albumet märks tydligt ett mer funk-inspirerat sound än tidigare från gruppen. Albumet var också det första för nye trummisen Steve Williams. Det avslutande numret, Napoleon Bona part 1 & 2, är en av sjuttiotalets starkaste, men likväl mer okända hårdrocklåtar.

## Låtar på albumet
1. Breaking All the House Rules (Bourge/Shelley/Williams) 7:23
2. Slipaway 4:02
3. Who Do You Want for Your Love? (Bourge/Shelley/Williams) 6:09
4. I Can't See My Feelings (Bourge/Shelley) 5:54
5. I Ain't No Mountain (Fairweather-Low) 3:36
6. Napoleon Bona part 1 & 2 (Bourge/Shelley/Williams) 7:15